# Přelovice
Přelovice (deutsch Pschelowitz) ist eine Gemeinde im Okres Pardubice in Tschechien. Sie liegt sechs Kilometer nordöstlich von Přelouč.

## Geographie

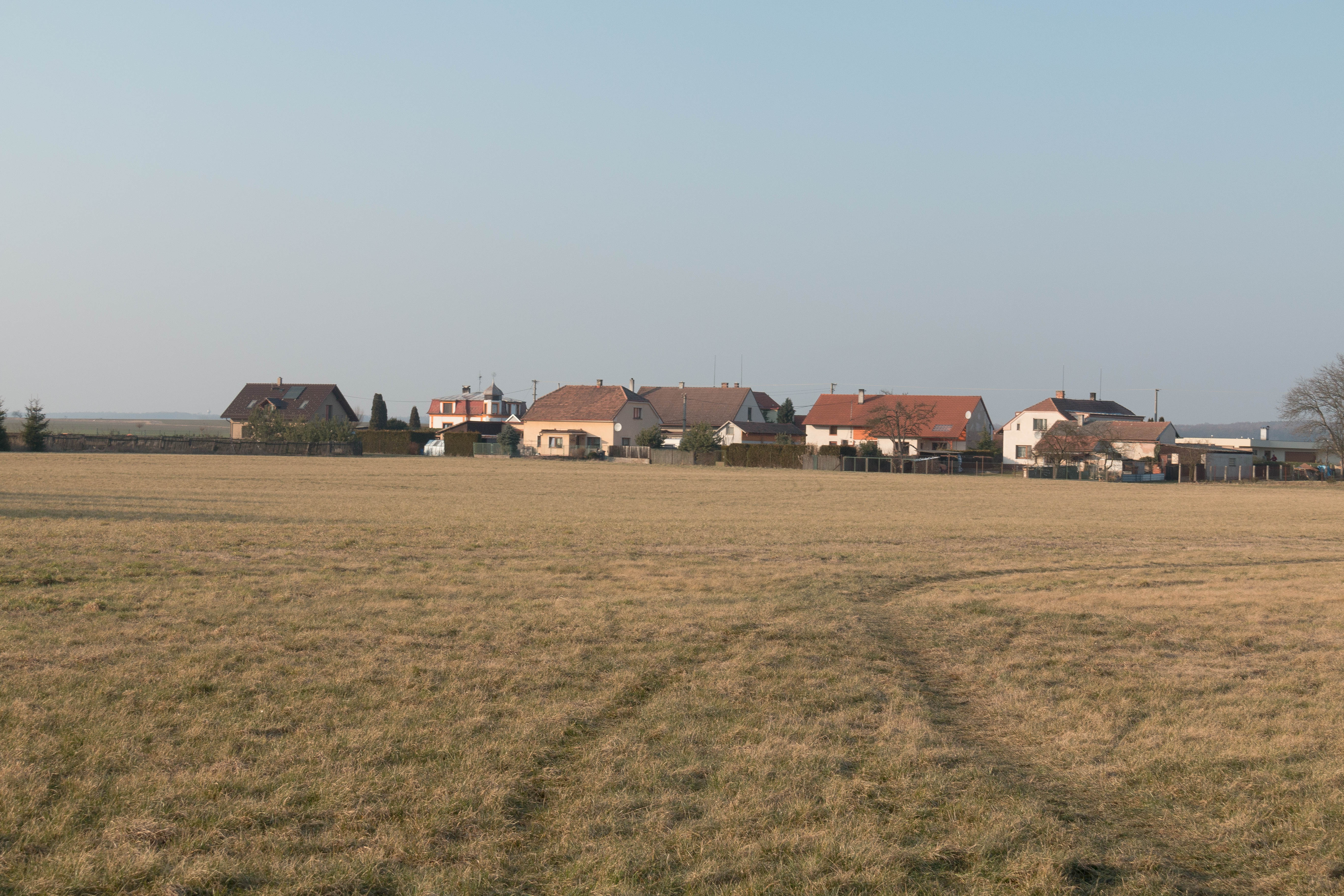
Ortsansicht

Přelovice befindet sich rechtsseitig des Opatowitzer Kanals in der Pardubická kotlina (Pardubitzer Becken). Nordöstlich des Dorfes liegt der Teich Rozhrna, westlich – am Sopřečský kanál – der Teich Černý Nadýmač.
Nachbarorte sind Na Samotě, Rohovládova Bělá und Bukovka im Norden, Habřinka, Křičeň, Dolany und Neratov im Nordosten, Novinsko, Lázně Bohdaneč und Dědek im Osten, Živanice und Nerad im Südosten, Opočínek, Mělice und Lohenice im Süden, Výrov, Břehy und Semín im Südwesten, Strašov im Westen sowie Sopřeč und Vlčí Habřina im Nordwesten.

## Geschichte
Die erste schriftliche Erwähnung des Ortes erfolgte 1366 als Besitz des Klosters Opatowitz. Nachdem das Benediktinerkloster während der Hussitenkriege im Jahre 1421 zerstört worden war, überschrieb König Sigismund Přelovice zusammen mit weiteren ehemaligen Klosterdörfern 1436 als Pfandbesitz an Diviš Bořek von Miletínek, der daraus die Herrschaft Kunburg bildete. Nachfolgende Besitzer waren Georg von Podiebrad und dessen Sohn Heinrich von Münsterberg sowie Václav Žehušický von Nestajov auf Žehušice. Im Jahre 1491 erwarb Wilhelm von Pernstein das Dorf. 1560 verkaufte Jaroslav von Pernstein Přelovice zusammen mit den Herrschaften Kunburg und Pardubitz an König Ferdinand I.
Im Jahre 1835 bestand das im Chrudimer Kreis gelegene Dorf Přelowitz aus 29 Häusern, in denen 240 Personen, darunter 18 protestantische Familien lebten. Katholischer Pfarrort war Bohdanetsch, die protestantische Pfarrei war in Bukovka. Bis zur Mitte des 19. Jahrhunderts blieb Přelowitz der k.k. Kameralherrschaft Pardubitz untertänig.
Nach der Aufhebung der Patrimonialherrschaften bildete Přelovice ab 1849 eine Gemeinde im Gerichtsbezirk Přelauč. Ab 1868 gehörte die Gemeinde zum Bezirk Pardubitz. 1949 wurde die Gemeinde dem Okres Přelouč zugeordnet. Im Zuge der Gebietsreform von 1960 erfolgte die Aufhebung des Okres Přelouč, seitdem gehört Přelovice zum Okres Pardubice.

## Gemeindegliederung
Für die Gemeinde Přelovice sind keine Ortsteile ausgewiesen.

## Sehenswürdigkeiten

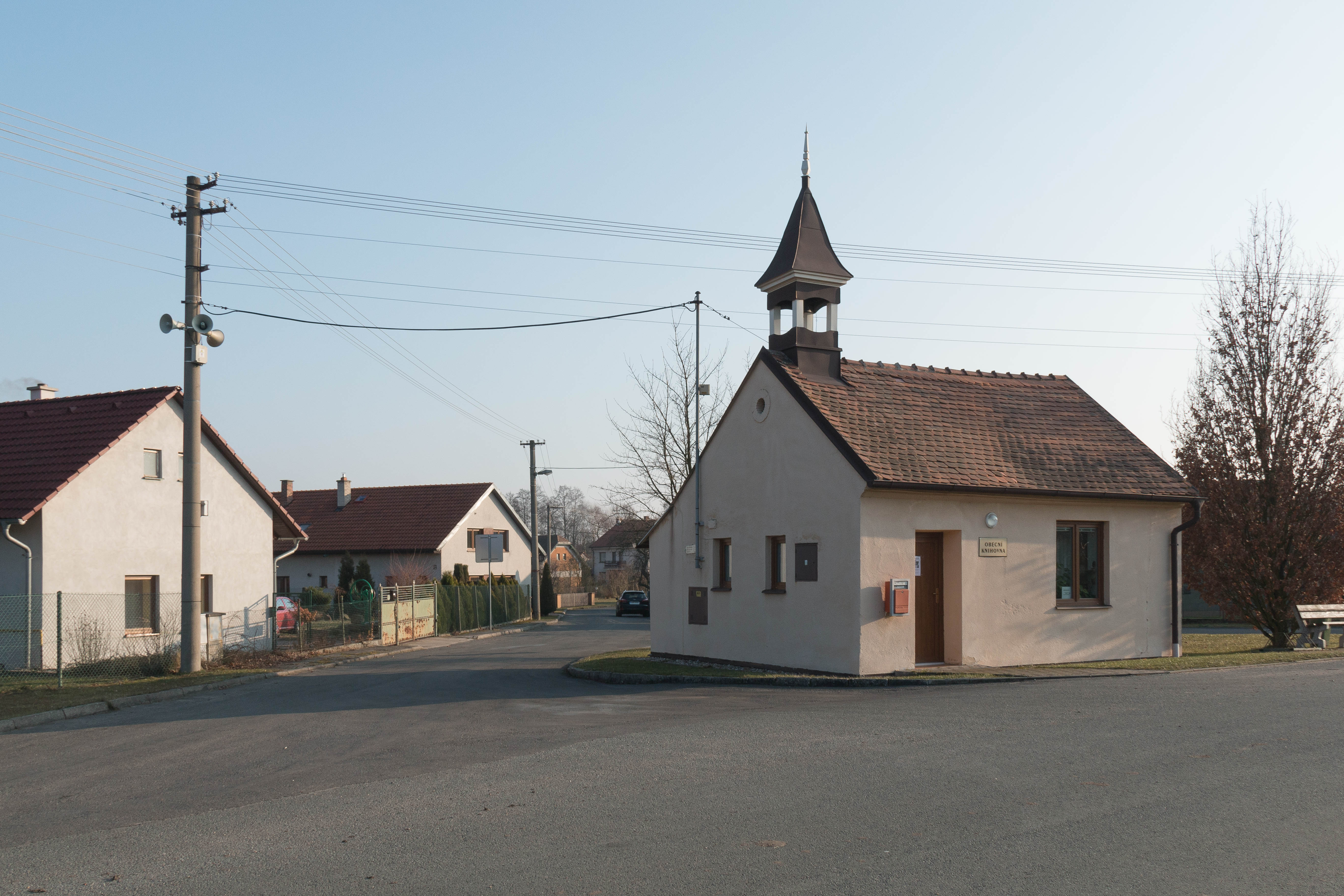
Gemeindebücherei

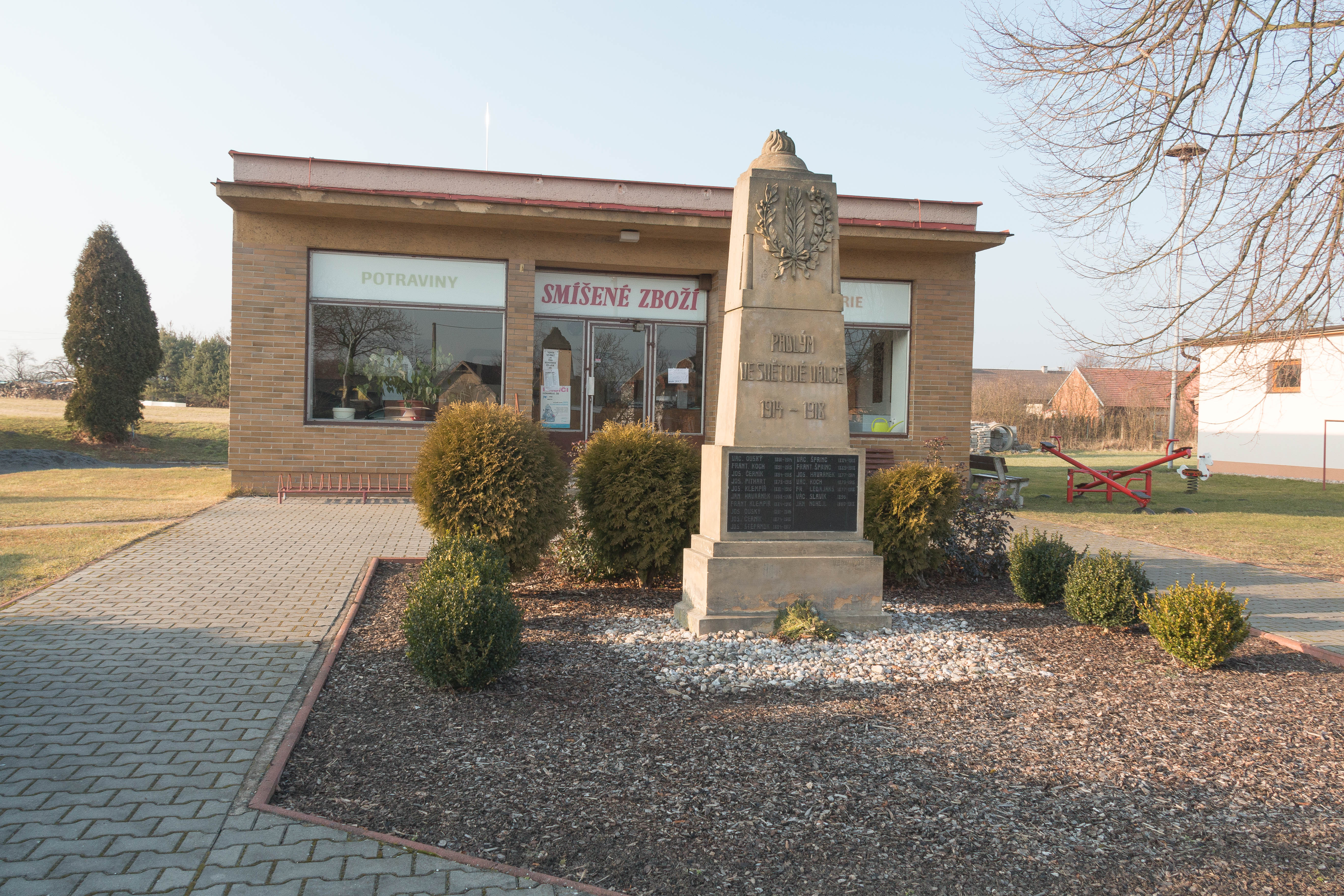
Gefallenendenkmal

- Ehemaliger Glockenturm aus dem Jahre 1904, er wurde zur Gemeindebücherei umgebaut
- Denkmal für die Gefallenen des Ersten Weltkrieges